# Rustam Abduraschitowitsch Chalnasarow
Rustam Abduraschitowitsch Chalnasarow (russisch Рустам Абдурашитович Халназаров; * 20. Juli 2000 in Nowosibirsk) ist ein russischer Fußballspieler.

## Karriere

### Verein
Chalnasarow begann seine Karriere beim FK Krasnodar. Im Mai 2018 spielte er erstmals für die zweite Mannschaft des Vereins in der Perwenstwo PFL. Bis zum Ende der Saison 2017/18 kam er zu zwei Einsätzen, mit Krasnodar-2 stieg er zu Saisonende in die Perwenstwo FNL auf. Nach dem Aufstieg gab er im Juli 2018 gegen den FK Sibir Nowosibirsk sein Debüt in der zweithöchsten Spielklasse. In der Saison 2018/19 spielte er 20 Mal für Krasnodar-2 und machte dabei drei Tore. Zudem spielte er siebenmal im neu geschaffenen Drittligateam Krasnodars. In der COVID-bedingt abgebrochenen Spielzeit 2019/20 absolvierte der Angreifer 20 Partien für Krasnodar-2 und drei für Krasnodar-3. In der Saison 2020/21 kam er zu zwölf Zweitligaeinsätzen, in der Saison 2021/22 ebenso.
Im Juli 2022 debütierte Chalnasarow bei seinem Kaderdebüt für die erste Mannschaft gegen Ural Jekaterinburg in der Premjer-Liga. Dies blieb in der Saison 2022/23 sein einziger Einsatz in der ersten Mannschaft, für die Reserve absolvierte er 27 Partien in der FNL, aus der er mit dem Team aber abstieg. Zur Saison 2023/24 wurde Chalnasarow erst bis zur Winterpause an den Zweitligisten Arsenal Tula verliehen und im März 2024 folgte eine weitere Leihe an den FC Telawi aus Georgien.

### Nationalmannschaft
Chalnasarow absolvierte von 2018 bis 2019 insgesamt 15 Partien für diverse russische Jugendnationalmannschaften und erzielte dabei fünf Treffer.